# 太陽神殿3
《太陽神殿3》是一個益智動作電腦遊戲，該遊戲的發行公司為MumboJumbo，於2007年10月31日首次發行，這個遊戲也是太陽神殿系列中的其中一個遊戲，此版本為第三集，是之前兩個遊戲的續集，該系列的第一集是於2005年發行的。這個遊戲目前只能運行在Microsoft Windows上，比舊的版本多了一些限制（以前的版本可以運行在Microsoft Windows、Xbox 360和Mac OS X上）。
這個遊戲的視覺效果明顯的比以前的兩個版本還增加了許多花樣，而且支援Windows Vista，至於它的玩法則和前面的兩個版本完全一樣，只是多了幾種模式和功能而已。

## 玩法

太陽神殿 3 螢幕截圖

這個遊戲的玩法和之前所有的版本大致都相同，但是在不同的模式中有不同的玩法，以下介紹基本模式的玩法：
玩家必須要透過下方的發射器發射出各種顏色的魔法球到遊戲中的球列上，每三個或以上的相同顏色配對就會爆炸並消失，玩家必須一直持續消滅出現的球列，直至遊戲結束為止。下方的發射器可以左右移動以調整發射方向，使魔法球能順利進入欲進入的球列中。發射器中的球就代表這一次發射出去的球的顏色，而其左右下方的小球顏色則代表下一顆即將出現的球的顏色，玩家可以透過按下滑鼠右鍵來更換顏色（只能互換目前的球的顏色和下一個球的顏色）。
在遊戲中，球列會由末端的金龜子向前不斷推進，如果玩家在消滅所有的球之前，讓任何一個球列進入了遊戲中的金字塔裡面，剩下所有的球都會被吸進去，而這個時候玩家就必須重新開始這一個關卡，並會損失一條命。如果玩家成功破解完一個球列，另一個球列又會跟著出現，直至下方金龜子旁邊的數字變為零，則代表該關卡的所有球列都已經消滅完畢，不會再有下一個球列出現。
另外，這個版本有一個新的物品，那就是一個埃及風的小公仔，它們會出現在每一關當中，玩家必須要透過將球射向它，方可收集到它，每一個大關必須要能夠收集到全部的四個公仔，才能進行寶藏獵人模式。在遊戲螢幕的最底部會顯示目前所收集到的公仔數量。

## 遊戲模式
所有以下列出的遊戲模式都可以在遊戲的主選單中選擇並進行，和以前的版本不一樣的就是這個版本有較多的遊戲模式，而非只有一種普通的模式。還有，每個相同電腦的玩家都能建立一個獨立的使用者，這個功能和之前的版本一樣。

### 經典模式
每一個大關中經典模式的數量都一定會多於四個。在這些經典模式的關卡中，玩家可以收集到公仔以進行寶藏獵人模式。玩家在這種關卡中必須消滅完一定數量的球列，而從第一個大關開始都是每一個經典模式關卡會有四個球列，而每破完一個大關就會增加一個球列。在一定的時間內，會出現一個新的球列，但是若玩家在到達那個時間之前就消滅完當前的球列的話，那在消滅完的那一刻，下一個球列就會跟著出來。但是如果兩個球列碰在一起（也就代表距離金字塔較遠的那一個球列的末端碰觸到距離金字塔較近的那個球列的金龜子），則那個金龜子就會消失，也就代表這一個球列的寶石或硬幣就無法得到了。如果玩家讓球列中的任何一顆球進入了金字塔，這個關卡就會失敗；而如果玩家成功的在球列進入金字塔之前消滅完所有的球列的話，就可以過關。

### 生存模式
在每一個大關結束之前的最後一個關卡（也就是寶藏獵人模式的前一個關卡）都一定會是一個存活模式關卡，除了第十一個大關以外。球列會一直不停的出現，直到關卡右上角的沙漏時間結束為止。玩家必須要在這段時間內阻止那些球列進入金字塔。如果玩家讓球列中的任何一顆球進入了金字塔，這個關卡就會失敗；而如果玩家成功的在時間結束之前都沒有讓任何一個球列進入金字塔的話，就可以過關。至於那段時間的長度，從一開始是一百秒鐘，而每過一個大關，時間就會增加二十秒鐘（最後一個存活模式的時間長度為四分鐘）。

### 突襲模式
這個關卡和存活模式一樣，在每一個大關中都只有一個（除了第一個大關沒有這個模式的關卡以外）。而玩法都和經典模式一樣。會有一定數量的球列出現，但是球列中球的數量會比存活模式和經典模式的數量還要少，玩家必須要消滅的球列數量和經典模式的數量也是一樣的。球列移動的方式是像蜈蚣一樣一排一排彎著往下前進，而在每一個突襲模式的關卡中，金字塔都是固定在關卡的右下方的。球列在行進中時會出現一些阻礙物，這些阻礙物在遊戲中應該是惡魔的手下，它們會讓球列以較短的距離往金字塔前進，玩家必須要將球射向它，它才會消失（但是一旦消失後又會再出現於另外一個地方），而愈難的關卡所出現阻礙物的量就會愈多。

### 渡河模式
這個模式從第三大關才開始出現，之後的每一大關都會有一個本模式的關卡。玩家必須要穿過河流中的三個或四個的橫排球列，來消滅完河的對岸的球列，方可過關。因為這個遊戲是以古埃及為主題，所以這個模式的遊戲背景被設定為尼羅河。這個關卡的球列中球可能出現的顏色也會隨著關卡的等級而變得愈來愈多，但是通常相同的顏色都會排列在一起。這個關卡中玩家不會有任何的時間限制或壓力。（這一種關卡不會出現金字塔）

### 拼圖模式
這個模式中的球列不會移動，數量也不一定，而且每一關只供給有限數量的顏色及球數，目的是要玩家靠思考來消滅球列。在這種關卡中，只要些消滅掉一個球列，所下來的寶石及硬幣就會很豐厚，而且玩家如果不知道如何過關，也可以選擇跳過這一關不進行。

### 寶藏獵人模式
這個模式也就是每一個大關的額外關卡（不同於第二集的是第三集有一定的限制才能進行本關卡，而第二集則是只要過完該大關的每一個關卡就一定可以進行），玩家必須要在之前的經典模式中成功的收集到四個公仔，方可進行本模式的關卡，這一個關卡會在一個大關結束後進行。這一個關卡所出現的球列都非常非常的短，而且通常都是只有兩顆球且相同顏色，而這個球列並沒有一定的軌道，而且在這一關中也是沒有金字塔的，使玩家非常容易消滅掉球列。只有在少數的情況下，會跑出一個球列中有兩對相同顏色的兩顆球，共四顆球。只要玩家消滅完一個球列，就會有價值很高的寶石或者是生命之符硬幣掉落。
這一關的時間限制從第一大關開始是三十秒鐘，而每一個大關會增加三秒鐘，直到最後第十一個大關為止（共一分鐘）。一般的情況下，球列掉下來的寶石價值會隨著時間愈變愈高，但是並不是一定每一次都會有這樣的情況。而這一個關卡中球列所會出現的顏色和該大關的經典模式中所出現的顏色一樣。

## 獎勵及得分
玩家在進行遊戲時，只要消滅掉數量多於三個球的配對，就有可能會掉落一種叫做「生命之符硬幣」的物品，跟先前的版本不同，玩家透過收集這個物品來購買及升級道具。玩家在消滅掉一個球列後，也會掉出數顆寶石和硬幣，其數量要視玩家終結這個球列的地點，若這個地點距離金字塔愈遠，則掉出來的寶石和硬幣數量就會較多。另外，在玩家結束關卡的時候，會有一隻金龜子從金字塔中跑出來，每經過關卡總長度的15%，就會掉出一個硬幣，直到金龜子跑到玩家結束最後一個球列的地點為止（同時該關卡的寶石獎勵也會隨著掉落）。得分的部分，只要玩家消滅一組配對，就會得到分數，基本上是一顆球得到一百分的分數（如果玩家選擇的難度較高，所得的分數就會較多）。還有，玩家在遊戲中會看到不時有一隻金色金龜子出現在關卡中（非公仔），如果玩家射擊這個物品，即會掉出數個生命之符硬幣（難度愈高，所得的硬幣就愈多）。

## 特殊能力球
在遊戲中，每達到一個遊戲的標準(連續消除三組球)，球列中就會隨機掉下一個特殊能力球，通常這些能力球能夠幫助玩家較快速完成關卡。但是要能使用這些掉下來的特殊能力球的前提就是玩家必須要準確的接到這個球，才能真正的發揮其效力。這一集較不一樣的是，掉下來的特殊能力球種類則是要由玩家消滅的球組配對顏色，每個顏色會掉出不同的特殊能力球，以下的標題會標示出各特殊能力球所代表的顏色。在這一集中，總共有十六種特殊能力球，其中有五種是第二集沒有的，以及八種第一集沒有的（底下標示為紅色的代表僅有第三集才出現的）。
- 爆炸球（紅色）

可以消除掉一定範圍內的所有球。
- 法眼球（紅色）

它會使發射器投射出一道光芒，以讓玩家能夠準確的發射到欲發射的位置，並且會加倍發射的速度。
- 退後球（綠色）

可以使遊戲中當前的所有球列退後一段距離。
- 天神網（綠色）

可以使關卡下方出現一個網子，這個網子會接住所有遊戲中掉下來的錢或寶石或其它的特殊能力球。
- 慢速球（藍色）

可以使遊戲中當前的所有球列速度減半。
- 閃電球（藍色）

可以一次消除掉一直排的所有球。
- 停止球（黃色）

可以使遊戲中當前的所有球列暫時靜止不動。
- 彩色球（黃色）

可以當作各種顏色的球，只要不是發射在首端或者是末端，其兩邊只要有組成配對的球都會消失。
- 顏色炸彈球（紫色）

可以使遊戲中當前的所有球列中的單一顏色球全部消除，至於消除的顏色決定在掉落的顏色消除球上方圖示的顏色。
- 蠍子球（紫色）

會從該關卡的金字塔中跑出一隻蠍子，這隻蠍子會消滅掉接近金字塔的前幾顆球（碰到金龜子就會被擋住，兩者同時會被消滅）。
- 顏色交換球（白色）

可以使遊戲中的所有球列將該顏色交換球上的顏色和所有碰到這個特殊能力球相同顏色的球交換顏色。（例如：顏色交換球為紫色，碰觸到的球為白色，則所有關卡中的白球都會變成紫球。）
- 彩色迷霧球（白色）

可以使固定範圍內的所有球變成相同的顏色，至於變成的顏色決定在掉落的彩色迷霧球上方圖示的顏色。
- 金字塔守衛（黑色）

會在金字塔前方附近擺放一顆炸彈，碰觸到的球會被消滅，以用來延遲球列進入金字塔的時間。一旦消除的球達到炸彈的上限，炸彈便會爆炸，並消除一定範圍內的球。
- 螢光顯示球（黑色）

可以讓玩家清楚明顯的知道可以射往何處，會在可供射擊顏色配對的球四周畫上類似螢光筆的效果。(若手持彩色球，則全部的球都會亮起)
- 重新整理球（淺藍色）

可以使關卡中所有球列的球重新整理，讓它們歸類成每個顏色一個配對，使玩家較易消滅。
- 沙塵暴球（橙色）

可以消滅場上一半的球，優先消除較靠近下方(或金字塔)的球。

## 升級商店

太陽神殿 3 商店螢幕截圖

這是在太陽神殿遊戲系列中唯一第三集才出現的功能，玩家可以在這個商店購買三種物品，一種是特殊能力球的升級，第二種是各種樣式的球，第三種則是玩家使用的發射器。至於在這個商店中購買東西所要花的貨幣則是「生命之符硬幣」。各種樣式的球和發射器也是可以用這種硬幣購買的，只是有一些分數的限制。玻璃球可在玩家達到兩千五百萬分後購買，科幻發射器（Sci-fi）可在玩家達到五千萬分後購買，木造球可在玩家達到七千五百萬分後購買，藤造球可在玩家達到一億分後購買，而超級發射器（Xtreme）可在玩家達到一億五千萬分後購買（這些物品的價格是所需的分數的百萬分之一倍，例如：玻璃球所需的分數為兩千五百萬分，而其價格為二十五個硬幣）。但是以上這些升級對遊戲都沒有任何的幫助，而只是為了要增強遊戲的視覺和聽覺效果而已，較那些特殊能力球的升級不同，除了超級發射器以外，這個發射器的長度較寬，可以一次接到較多掉下來的物品（因此在天神網運作時此樣物品亦無更多用處）。

### 特殊能力球的升級種類
每一種特殊能力球（除了顏色消除球、顏色交換球、彩色球、沙塵暴球以及重新整理球以外），都可以分為三種等級在商店中使用硬幣升級，以其升級的定義來歸類我們可以分為以下兩類：

#### 按照時間來升級

##### 短時間
停止球、退後球和慢速球可以從原本的兩秒鐘升級為三、四、五秒鐘。

##### 中時間
法眼球可以從原本的十二秒鐘升級為十五、十八、二十秒鐘。

##### 長時間
天神網和螢光顯示球可以從原本的二十秒鐘升級為二十五、三十、三十五秒鐘。

#### 按照大小來升級

##### 面積大小
爆炸球和彩色迷霧球的面積可以從原本的小升級為中、大、超大面積。

##### 寬度
閃電球的寬度可以從原本的短升級為中、長、超長寬度。

#### 按照球的數量來升級
金字塔守衛和蠍子球可以從原本只能消滅或抵擋八個球，升級為十二、十六、二十個球

### 特殊能力球的升級價格
第一個升級的價格是介於30元至60元之間，而第二次升級的價格是第一次升級價格的兩倍。第三次升級的價格則是介於第二次升級價格的1.5至2倍之間。所有的升級價格都是如上列敘述，除了一個以外，它的第一次升級價格為30元，第二次升級價格為45元，第三次升級的價格則是60元。